# Dennis Dugan
Dennis Dugan (n. 5 septembrie 1946, Wheaton⁠(d), Illinois, SUA) este un actor și regizor american, cunoscut mai ales pentru colaborările cu comediantul american Adam Sandler.

## Viața și cariera
S-a născut la Wheaton, Illinois. A debutat ca actor la 26 de ani, într-un serial de televiziune. După mai multe apariții episodice și foarte mici, prima colaborare notabilă a fost la serialul Colombo, jucând rolul unui tânăr polițist. A fost actor în comedii, thrillere, filme polițiste și chiar romantice.
Când și-a început activitatea de regizor, în multe din filmele sale a apărut și ca actor. Printre filmele regizate se numără Problem Child, Happy Gilmore, Big Daddy. A mai regizat și câte un episod din Ally McBeal și NYPD Blue, dar și celebrul Maddie și David. Fiul său, Kelly Dugan și-a început cariera de jucător de fotbal american, având multe succese în acest domeniu.